# Patrizia Salerno
Patrizia Salerno (Roma, 20 settembre 1962) è una doppiatrice italiana.

## Biografia
È sposata con il doppiatore Alberto Caneva dal quale ha avuto il figlio Leonardo Caneva anch'egli doppiatore.

## Doppiaggio

### Film
- Step Rowe in Cooper - Un angelo inaspettato
- Ebony Jo-Ann in Kate & Leopold
- Marcia Bennett in Quando l'amore è magia - Serendipity
- Nyree Dawn Porter in Hilary e Jackie

### Cartoni animati
- Penny Morris in Sam il pompiere (serie del 2008)
- Bobsie in Olly il sottomarino
- Zeke in Bob's Burgers
- Tito in Ultimate Muscle
- Tom Pottagge ne Il postino Pat
- Egora in Il gatto di Frankenstein
- Loopy in Pororo
- Cleo in Wakfu
- Rita in Jelly Jamm
- Baby Berrykin in Fragolina Dolcecuore
- Tamara e Rita in Bali
- Oceane e Amandine in Kid Paddle
- Schroeder in Peanuts
- Jen Masterson in 6teen
- Madre di Seb in Pahè
- Kagura Mikazuchi (2^voce) in Fairy Tail, Fairy Tail: 100 Years Quest
- Madre ZhuZhu in ZhuZhu Pets
- Hector in Cacciatori di draghi
- Brenda Blue e Tracy in Jay Jay l'aeroplanino
- Stefi in Il mondo di Stefi
- Heidy in Aia!
- Jenny in Norman Normal
- Lilly in Princess Tutu - Magica ballerina
- Mimì in Hello Kitty
- Eva in Tweeny Witches
- Kei in Fantasmi a scuola
- Negi Springfield e Fumika in Negima
- Kayra in Dinofroz, Dinofroz Dragon's Revenge
- Xarna in Uncle Grandpa
- Alexis ed Emma in Craig
- Cinnamon Bun e Saltine in Apple & Onion

### Film d'animazione
- C-18 in Dragon Ball Z - La battaglia degli dei
- C-18 e Marron in Dragon Ball Z - La resurrezione di 'F'

### Telenovelas
- Sol Rodríguez in Grachi
- Agustina Quinci in Sueña conmigo
- Barbara Bustamante e Celeste Garibaldi (2ª voce) in El refugio
- Nazareno Antòn in Teen Angels